# Leipzig-Möckern järnvägsstation
Leipzig-Möckern (tyska: Haltepunkt Leipzig-Möckern) är en järnvägsstation i Leipzig, Tyskland. Stationen ligger på järnvägen Leipzig–Großkorbetha. Sedan december 2013 har stationen ingått i S-Bahn Mitteldeutschland. Linje S1 och S10 stannar på stationen . 

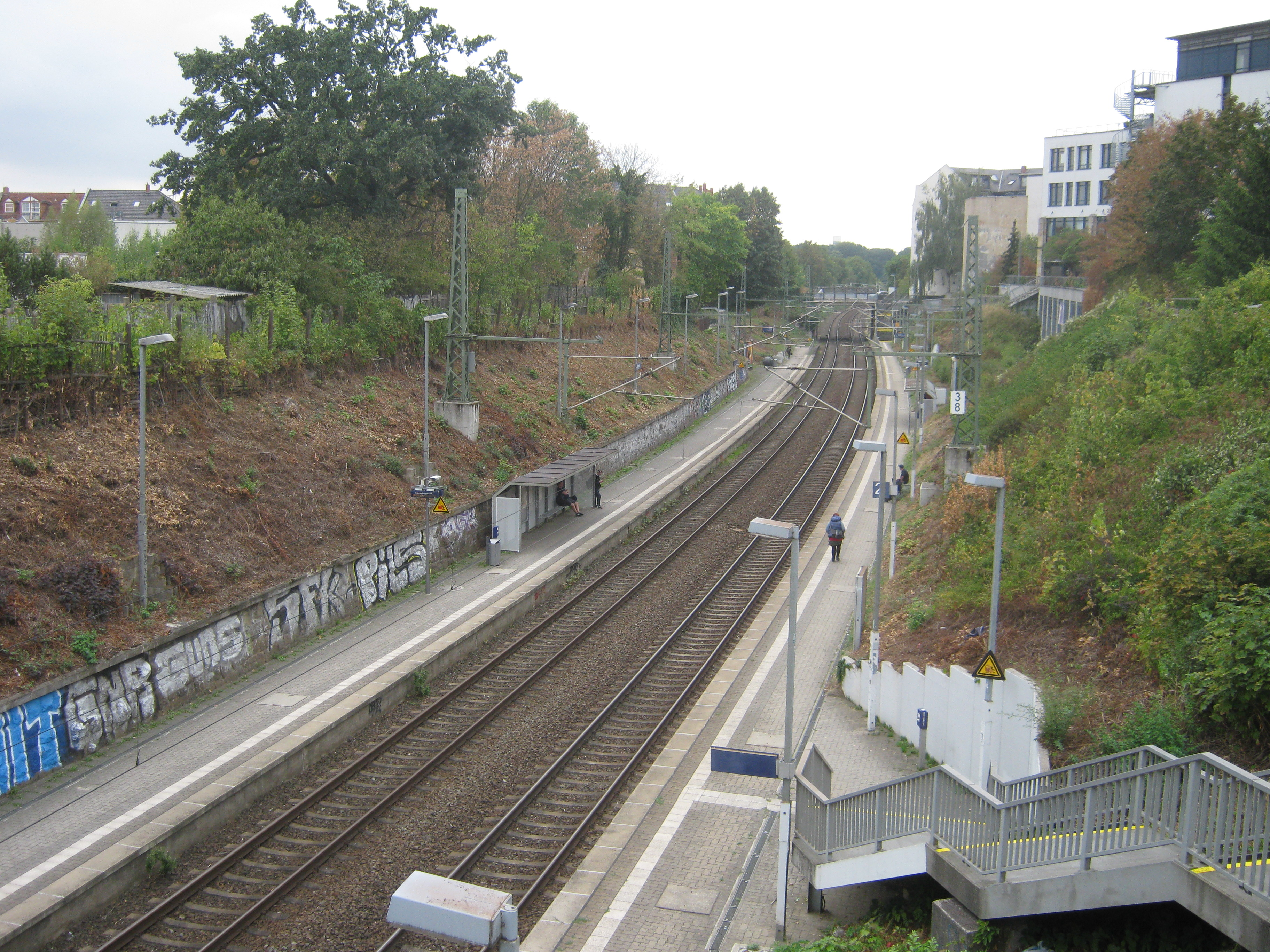